# Vérargues
Vérargues era una comuna francesa que estaba situada en el departamento de Hérault, de la región de Occitania que el 1 de enero de 2019 pasó a formar parte de la comuna nueva de Entre-Vignes como comuna delegada.

## Historia
El 28 de junio de 2019 registró una temperatura de 46 °C, que es la temperatura más alta registrada en Francia.

## Demografía
| Gráfica de evolución demográfica de Vérargues entre 1800 y 2016 |
|                                                                 |

Los datos demográficos contemplados en este gráfico de la comuna de Vérargues se han cogido de 1800 a 1999 de la página francesa EHESS/Cassini, y los demás datos de la página del INSEE.